# Volksolympiade

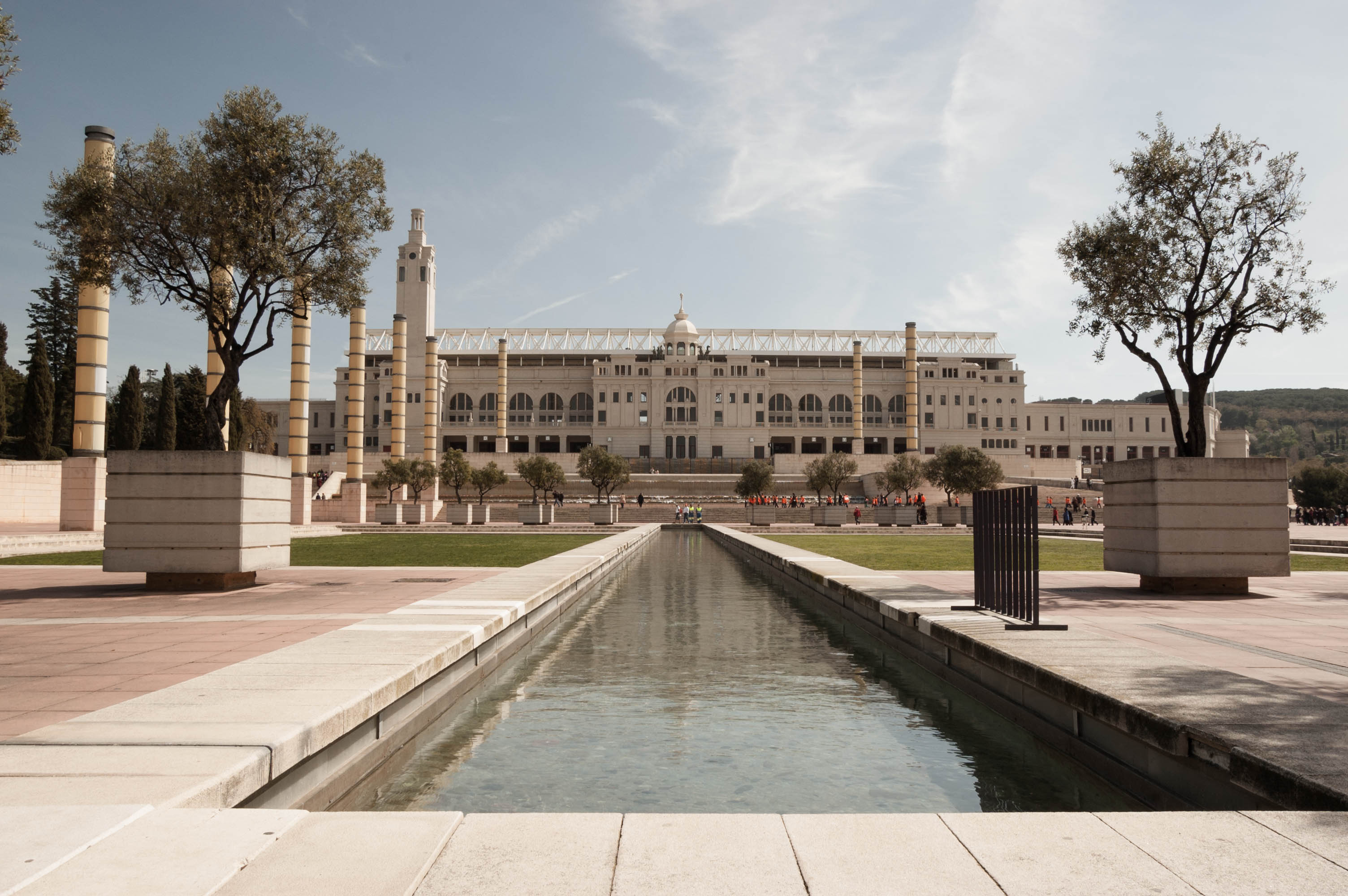
Das Estadi Olímpic de Montjuïc in Barcelona war als Hauptstadion vorgesehen. Foto: 2008.

Die Volksolympiade (katalanisch Olimpíada Popular, spanisch Olimpiada Popular) wurde als Protest-Veranstaltung gegen die Olympischen Sommerspiele 1936 in Berlin geplant. Stattfinden sollte sie in Barcelona, Katalonien (Spanische Republik) während der Zeit des Nationalsozialismus in Deutschland. Die linkseingestellte spanische Regierung beschloss, die Olympischen Sommerspiele in Berlin zu boykottieren und eine eigene Olympiade zu organisieren.
Viele Nationen der gesamten Welt wurden eingeladen und es war geplant, Hotels als Olympisches Dorf zu verwenden. Die Spiele waren für den 19. Juli bis 26. Juli geplant und hätten somit sechs Tage vor dem Beginn der Olympischen Sommerspiele in Berlin geendet. Zusätzlich zu den üblichen sportlichen Wettbewerben sollten auch Wettkämpfe im Schach, Volkstanz, Musik und Theater stattfinden. Rund 6.000 Athleten aus 22 Ländern hatten sich für diese Volksolympiade angemeldet. Der größte Anteil der Sportler sollte unter anderem aus den Vereinigten Staaten, dem Vereinigten Königreich, den Niederlanden, Belgien, der Tschechoslowakei, Dänemark, Norwegen, Schweden, der Schweiz und Algerien kommen. Auch Mannschaften aus Deutschland und Italien, deren Sportler im Exil waren, hatten ihre Teilnahme angekündigt. Viele der Athleten wurden von Gewerkschaften, Arbeitervereinen, sozialistischen und kommunistischen Parteien gesandt.
Die Eröffnungsfeier stellte zugleich das Ende der Olympiade dar, da am selben Tag das spanische Militär in Barcelona putschte und der Spanische Bürgerkrieg ausbrach. Einige Teilnehmer konnten wegen geschlossener Grenzen erst gar nicht Barcelona erreichen; diejenigen, welche bereits in der Stadt waren, verließen sie schnellstmöglich. Jedoch blieben mindestens 200 Athleten, die meisten davon Deutsche und Italiener, in Spanien und schlossen sich den Milizen an, um die spanische Republik zu verteidigen.
Am 18. Juli 2017, genau 81 Jahre nach der geplanten Eröffnung übergab der Minister für Auswärtige Angelegenheiten Kataloniens, Raül Romeva, Medaillen an zwei Freiwillige, einen 97-jährigen und einen 99-jährigen Sportler, die an den Vorbereitungen dieses Sportereignisses beteiligt gewesen und für die Wettkämpfe nominiert waren.